# Kelly/Shorts Stadium
O Kelly/Shorts Stadium é um estádio localizado em Mount Pleasant, Michigan, Estados Unidos, possui capacidade total para 30.255 pessoas, é a casa do time de futebol americano universitário Central Michigan Chippewas football da Universidade de Michigan Central. O estádio foi inaugurado em 1972, o nome é em homenagem ao banqueiro R. Perry Shorts e ao ex-técnico Kenneth Kelly.